# شورای وکلای هند

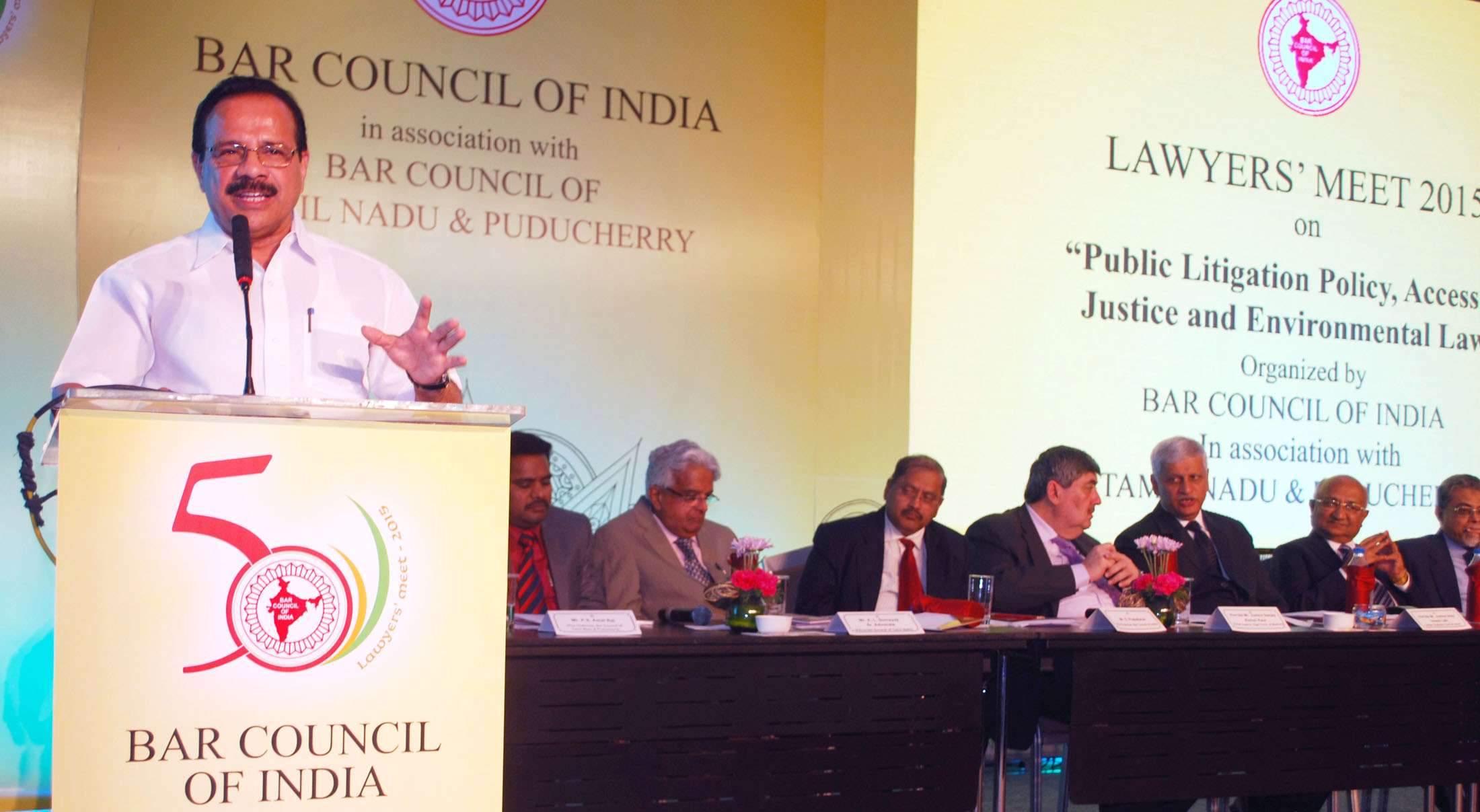
شورای وکلای هند

شورای وکلای هند یک نهاد قانونی است که تحت بخش ۴ قانون دفاع از وکلا ۱۹۶۱ تنظیم شده‌است که نسخه قانونی را در هند تنظیم می‌کند. نمایندگان آن از بین وکلا در هند انتخاب می‌شوند و به همین ترتیب نماینده وکلای هند است. شورای وکلای هند استاندارد معیارهای رفتار حرفه ای، آداب و معاشرت را تنظیم می‌کند. همچنین استانداردهایی را برای آموزش حقوقی و اعطای کمک‌های مالی به دانشگاه‌ها تعیین می‌کند که مدرک حقوق آنها به عنوان یک صلاحیت برای دانشجویان درج می‌شود که پس از فارغ‌التحصیلی خود را به عنوان وکیل مدافع ثبت نام کنند.

## تاریخ
در مارس سال ۱۹۵۳، «کمیته وکلای دادگستری تمام هند» به سرپرستی SR Das گزارشی را ارائه کرد که پیشنهاد ایجاد یک شورای وکلا برای هر ایالت و یک شورای وکلا در تمام هندوستان را به عنوان بدنه ای برای پیشکسوتان ارائه می‌داد. پیشنهاد شد که تمام شورای وکلا در هند اصول حرفه ای را تنظیم کرده و معیار آموزش حقوقی را تعیین کند. به کمیسیون حقوق هند وظیفه گردآوری گزارشی از اصلاحات مدیریت قضایی داده شد. در سال ۱۹۶۱، قانون وکلا برای اجرای توصیه‌های «کمیته وکلا در تمام هند» و «کمیسیون قانون» ارائه شد. MC Setalvad و CK Dhthtary به ترتیب رئیس اول و نایب رئیس بودند. در سال ۱۹۶۳، CK Dhthtary رئیس و SK Ghose نایب رئیس شد.
کارکرد
بند ۷ قانون وکلا، ۱۹۶۱، وظیفه نظارتی و نماینده شورای وکلا را تعیین می‌کند. وظایف شورای وکالت به شرح زیر است:
1. استانداردهای رفتار حرفه ای و آداب و رسوم را برای وکلا وضع کنید.
2. تشریفات تنظیم کنید تا کمیته‌های انضباطی دنبال کنند
3. حفظ حقوق، امتیازات و منافع وکلا
4. حمایت از اصلاح قانون
5. با هر موضوعی که توسط شورای وکالت ایالتی ارجاع شده باشد، برخورد کنید
6. ارتقاء آموزش حقوقی و تعیین استانداردهای آموزش حقوقی.
7. دانشگاه‌هایی را تعیین کنید که مدرک حقوق آنها باید صلاحیت ثبت نام به عنوان وکیل مدافع باشد.
8. برگزاری سمینارها در مورد مباحث حقوقی توسط نظریه‌پرداز برجسته و انتشار مجلات و نشریات مورد علاقه حقوقی.
9. سازماندهی و ارائه کمک‌های حقوقی به فقرا.
10. صلاحیت‌های خارجی را در قانونی که در خارج از هند برای پذیرش به عنوان وکیل مدافع اخذ شده‌است، تشخیص دهید.
11. بودجه شورای وکالت را مدیریت و سرمایه‌گذاری کنید.
12. انتخاب اعضای خود را که باید شوراهای وکالت را اداره کنند، فراهم کنید.
13. سازماندهی و ارائه کمکهای حقوقی برنامه‌ریزی شده.

## قانون اساسی
طبق قانون وکلا، شورای وکالت هندوستان متشکل از اعضایی است که از هر شورای وکالت ایالتی انتخاب می‌شوند، و دادستان کل هند و وکیل دادگستری هند که عضو رسمی هستند. اعضای شورای وکلای کشور برای مدت ۵ سال انتخاب می‌شوند.
این شورا برای دو سال رئیس و معاون خود را از بین اعضای خود انتخاب می‌کند. با کمک کمیته‌های مختلف شورا، رئیس به عنوان رئیس اجرایی و مدیر شورا فعالیت می‌کند.

## ثبت نام از وکلا
افراد واجد شرایط دارای مدرک حقوق قانونی شناخته شده، به عنوان وکیل مدافع شوراهای وکالت ایالتی پذیرفته می‌شوند. قانون وکلا، ۱۹۶۱ شوراهای وکالت ایالتی را قادر می‌سازد تا قوانین مربوط به ثبت نام وکلا را تنظیم کنند. کمیته ثبت نام شورا می‌تواند درخواست نامزد را بررسی کند. کسانی که به عنوان طرفدار هر شورای وکالت ایالتی پذیرفته شده‌اند واجد شرایط شرکت در آزمون وکالت در تمام هندوستان هستند که توسط شورای وکالت هند انجام می‌شود. گذراندن امتحانات وکالت در تمام هندوستان به «مدرک ثبت نام» ایالتی به وکالت نامه پذیرفته شده ایالتی امکان می‌دهد که به عنوان مدافع در هر دادگاه عالی و دادگاه پایین در قلمرو هند عمل کند. با این حال، برای وکالت در دیوان عالی هند، وکلا باید ابتدا در وکالت دیوان عالی کشور در مورد سوابق سوابق ثبت شده توسط دیوان عالی کشور حضور پیدا کنند و واجد شرایط شوند.

## کمیته‌ها
شورای وکالت هند دارای کمیته‌های مختلفی است. اعضای این کمیته‌ها از بین اعضای شورا انتخاب می‌شوند.
- کمیته اجرایی: این کمیته به مباحث مربوط به مدیریت بودجه، امور کارمندان، حسابها، اختصاص کار، مدیریت امور شورا، حسابرسی، کتابخانه و هیئت انتشارات حقوقی می‌پردازد.
- کمیته آموزش حقوقی: این کمیته در مورد موضوعات مربوط به آموزش حقوقی توصیه می‌کند و استانداردهای آموزش حقوقی را تعیین می‌کند، از دانشگاه‌ها بازدید و بازرسی می‌کند، پیش نیازها را برای وکلا خارجی که در حال اجرای قانون در هند هستند،
- کمیته انضباطی: این کمیته برنامه‌های درخواست شده توسط اشخاص را در مورد رد خلاصه شکایات خود علیه وکلا درمورد رفتارهای حرفه ای، توسط شوراهای کانون وکلا و تجدیدنظر در برابر دستورهای کمیته‌های انضباطی شوراهای وکالت ایالتی بررسی می‌کند.
- انجمن رفاه مدافعان: این کمیته به بررسی برنامه‌های وکلا از طرف صندوق‌های رفاهی می‌پردازد. این برنامه را تأیید می‌کند و بودجه در اختیار قرار می‌دهد. کمیته رفاه مدافعان با تصویب قانون صندوق رفاه مدافعان، سال ۲۰۰۱.
- کمیته کمکهای حقوقی: کمیته کمکهای حقوقی به کسانی که نیاز به کمکهای قانونی دارند کمک می‌کند.
- کمیته ساختمان: کمیته ساختمان وظیفه ایجاد دفاتر شورا را برعهده دارد.
- کمیته قوانین: کمیته آیین‌نامه قوانین و مقررات شورا را بررسی می‌کند.

به غیر از اینها، کمیته امور مالی، کمیته ویژه یا نظارت و کمیته امتحانات وکالت در سراسر هند وجود دارد.

## مدیر آموزش و پرورش حقوقی
شورای وکلای دادگستری هند با هدف سازماندهی، برگزاری و اجرای موارد زیر یک اداره آموزش و پرورش حقوقی ایجاد کرده‌است:
1. آموزش مداوم حقوقی
2. آموزش معلمان
3. دوره‌های تخصصی تخصصی پیشرفته
4. برنامه تحصیلی برای دانشجویان هندی که پس از اخذ مدرک حقوق از دانشگاه خارجی به دنبال ثبت نام هستند
5. تحقیق در زمینه آموزش حقوقی حرفه ای و استانداردسازی
6. سمینار و کارگاه
7. تحقیق قانونی
8. هر وظیفه دیگری که ممکن است توسط کمیته آموزش حقوقی و شورای وکلای هند به آن محول شود.

## امتحانات وکالت هند
در ۱۰ آوریل ۲۰۱۰، شورای وکالت هند تصمیم گرفت که یک آزمون وکلای دادگستری در تمام هند را انجام دهد که توانایی یک مدافع را در اجرای قانون آزمایش کند. لازم است که یک وکیل این امتحان را برای اجرای قانون انجام دهد. این امتحان به‌صورت دوسالانه برگزار می‌شود. برنامه درسی این آزمون حداقل باید سه ماه قبل از امتحان منتشر شود. وکیل ممکن است هر چند بار برای بررسی حاضر شود. هنگامی که وکیل امتحان را می‌گذراند، وی در سراسر هند دارای گواهینامه وکالت خواهد بود. روشن است که آزمون وکالت برای کلیه دانشجویان رشته حقوق که به عنوان وکیل ثبت نام می‌کنند از سال تحصیلی ۲۰۰۹–۲۰۱۰ به بعد فارغ‌التحصیل می‌شوند اجباری است طبق بند ۲۴ قانون وکلا، ۱۹۶۱.